# Acroceratitis ceratitina
Acroceratitis ceratitina es una especie de insecto del género Acroceratitis de la familia Tephritidae del orden Diptera.

## Historia
Mario Bezzi la describió científicamente por primera vez en el año 1913.